# Диамины
Диамины — углеводороды, у которых два атома водорода замещены аминогруппами. Устойчивыми являются лишь соединения, обе аминогруппы которых связаны с различными углеродными атомами. Диамины получаются при восстановлении динитросоединений, дицианистых соединений.
Диамины дают соли с двумя эквивалентами кислот. Число находимых в природе диаминов очень невелико. Помимо путресцина (тетраметилендиамина) и кадаверина (пентаметилендиамина), находимых при гниении белковых веществ, известны только—гексаметилендиамин, найденный при гниении мяса, тетраметилпутресцин, выделенный из растения белены египетской (Hyoscyamus muticus) немецким химиком Рихардом Вильнтеттером, и триметилендиамин, образующийся при расщеплении спермина. Немногочисленность природных диаминов обусловлена незначительностью числа входящих в белки диаминокислот, являющихся материалом для образования диаминов путём декарбоксилирования (отщепления СO2); из лизина образуется кадаверин, из орнитина, входящего в состав молекулы аргинина, — путресцин.
Способностью декарбоксилировать диаминокислоты обладают различные виды бактерий, как патогенные, так и непатогенные (нахождение диаминов в некоторых сортах сыра). Характерным является образование диаминов под влиянием культур столбняка, холеры, вибриона Finkler-Prior’a, Вас. mesentericus vulgatus, гнилостных бактерий. Но и некоторые высшие растения способны вырабатывать диамины. В некоторых случаях при цистинурии наблюдается выделение диаминов с мочой и калом.
Диамины легко переходят в гетероциклические соединения, являющиеся простейшими алкалоидами (пирролидин, пиперидин и их гомологи). Это может служить объяснением образования в растениях некоторых алкалоидов из белков через стадий диаминов. Диамины относительно мало ядовиты. При разделении находимых в организме аминов по способу Косселя и Кучера (Kutscher) диамины находятся вместе с лизином, холином и бетаинами в лизиновой фракции, то есть фракции веществ, осаждающихся фосфорновольфрамовой кислотой и не осаждающихся азотнокислым серебром в присутствии едкого барита.
Используются для получения полиамидов, полиимидов и полимочевины.